# بيتر جونسون (لاعب كريكت)
بيتر جونسون (12 نوفمبر 1949 - ) (بالإنجليزية: Peter Johnson)‏ هو لاعب كريكت بريطاني.

## وصلات خارجية
- بيتر جونسون على موقع إي آس بي آن كريك إنفو (الإنجليزية)